# Elisabetta Sirani
Elisabetta Sirani, née le 8 janvier 1638 à Bologne, où elle est morte le 28 août 1665, est une peintre italienne dans la lignée de Guido Reni.

## Biographie

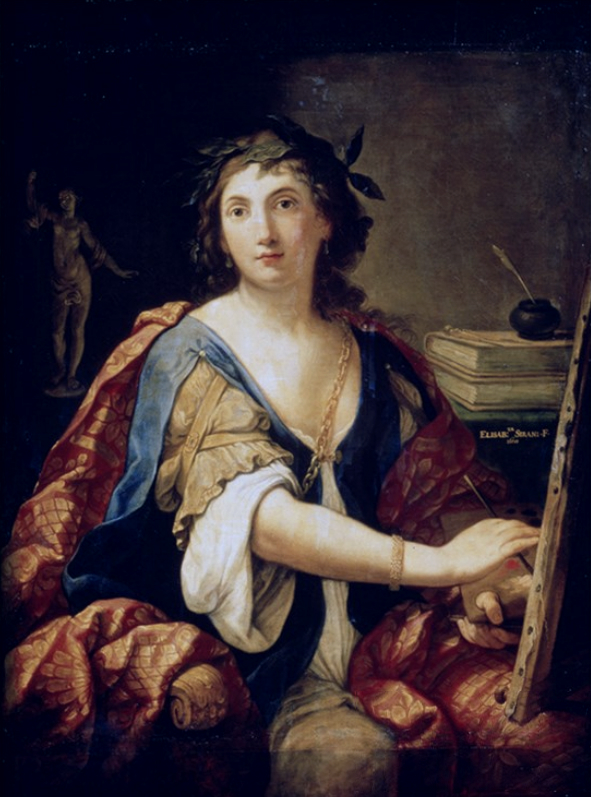
Autoportrait (1658), musée Pouchkine, Moscou.

Née en 1638, fille de Giovanni Andrea Sirani,, peintre et marchand d'art, elle est l'aînée de quatre enfants. Elle a un frère et deux sœurs, Barbara et Anna-Maria. Ce sont les trois filles qui suivent les traces professionnelles du père. Elisabetta en particulier a le mérite de s’imposer en tant que femme dans un milieu réservé aux hommes. La famille Sirani est alors établie au numéro 7 de la Via Urbana. La maison fait également office d’atelier.
Giovan Andrea se rend compte du talent de sa fille grâce à un ami de la famille, Carlo Cesare Malvasia,. Giovan Andrea se laisse finalement convaincre de lui enseigner son art et décide d’intégrer sa fille, alors âgée de 13 ans, à l’atelier où œuvrent déjà Lorenzo Loli (1603-1672), Lorenzo Tinti (1626-1672) et Giulio Benzi (1647-1681). Elle s’initie à diverses techniques tels que le dessin, la gravure et la peinture. Outre l’apprentissage manuel, Elisabetta reçoit un enseignement théorique et une culture littéraire grâce à la bibliothèque familiale à usage professionnel. À l'époque, les filles d’artiste désireuses de mener une carrière artistique n’ont pas d’autres possibilités que celle de s’instruire par elles-mêmes, les portes de l’université étant closes pour les femmes et la pratique du nu formellement interdite au sexe faible. Grâce aux œuvres de son père, Elisabetta Sirani s’enrichit d’une culture littéraire, artistique et scientifique. Elle peut lire les Métamorphoses d’Ovide, les Vies de Plutarque, la Naturalis Historia de Pline, le De claris mulieribus de Boccace, les Vies de Giorgio Vasari ainsi que des ouvrages plus techniques sur la perspective ou la composition des vernis utilisés en peinture. Giovan Andrea posséde également des sculptures de la main de Michel-Ange.
À 17 ans, Elisabetta Sirani commence la rédaction d’un carnet énumérant et décrivant ses œuvres, ce qui nous permet aujourd’hui de constater sa rapidité d’exécution, car en l’espace de 10 ans, elle répertorie 190 tableaux. Giovan Andrea, atteint d'arthrose et de goutte, dans l’incapacité de peindre, doit se résigner à passer le flambeau à sa fille qui prend la direction de l’atelier en 1665. Elle reçoit sa première commande publique en 1658 par l'église de la Chartreuse de Bologne : un tableau représentant le Baptême du Christ, pendant de la Cène exécutée six ans auparavant par son père. La carrière d’Elisabetta Sirani prend alors son essor et de nombreuses commandes de particuliers et d'églises bolonaises affluent. À la fois portraitiste, peintre d’histoire religieuse et mythologique, Elisabetta Sirani devient le peintre à la mode. Sa réputation passe les frontières de Bologne pour s'étendre jusqu´à Florence et Rome grâce à ses commanditaires. Elle reçoit d’ailleurs la visite du grand-duc de Toscane, Cosme de Médicis, dans son atelier, devenu alors une véritable attraction touristique. Sociable, elle n’a pourtant pas le temps de voyager, encore moins d’entretenir une relation amoureuse, car elle doit subvenir aux besoins de sa famille. Elle vit telle une recluse, sous l’emprise d’un père toujours plus exigeant. Elle est l'héritière, d'une certaine façon, de la religieuse Caterina Vigri (1413-1463), célèbre miniaturiste au couvent des Corpus Domini, situé en face de la maison de la famille Sirani, et dont le procès de canonisation retentit dans toute la ville. On lui prête un amour platonique avec un élève de son père, Giovan Battista Zani, mais les sources diffèrent et ne mentionnent rien de réellement fondé.
En 1660, elle ouvre un salon, puis une école de peinture réservée exclusivement aux femmes. La même année, Elisabetta Sirani est admise à l’Accademia di San Luca de Rome, reconnaissance importante pour une femme, ce qui lui permet de gagner plus d’argent et de pouvoir s’adonner à son autre passion : la musique (elle joue de la lyre et s’adonne au chant). Elle forme de nombreuses artistes peintres, dont certaines persistent dans le métier : Veronica Fontana et Ginevra Cantofoli, entre autres.

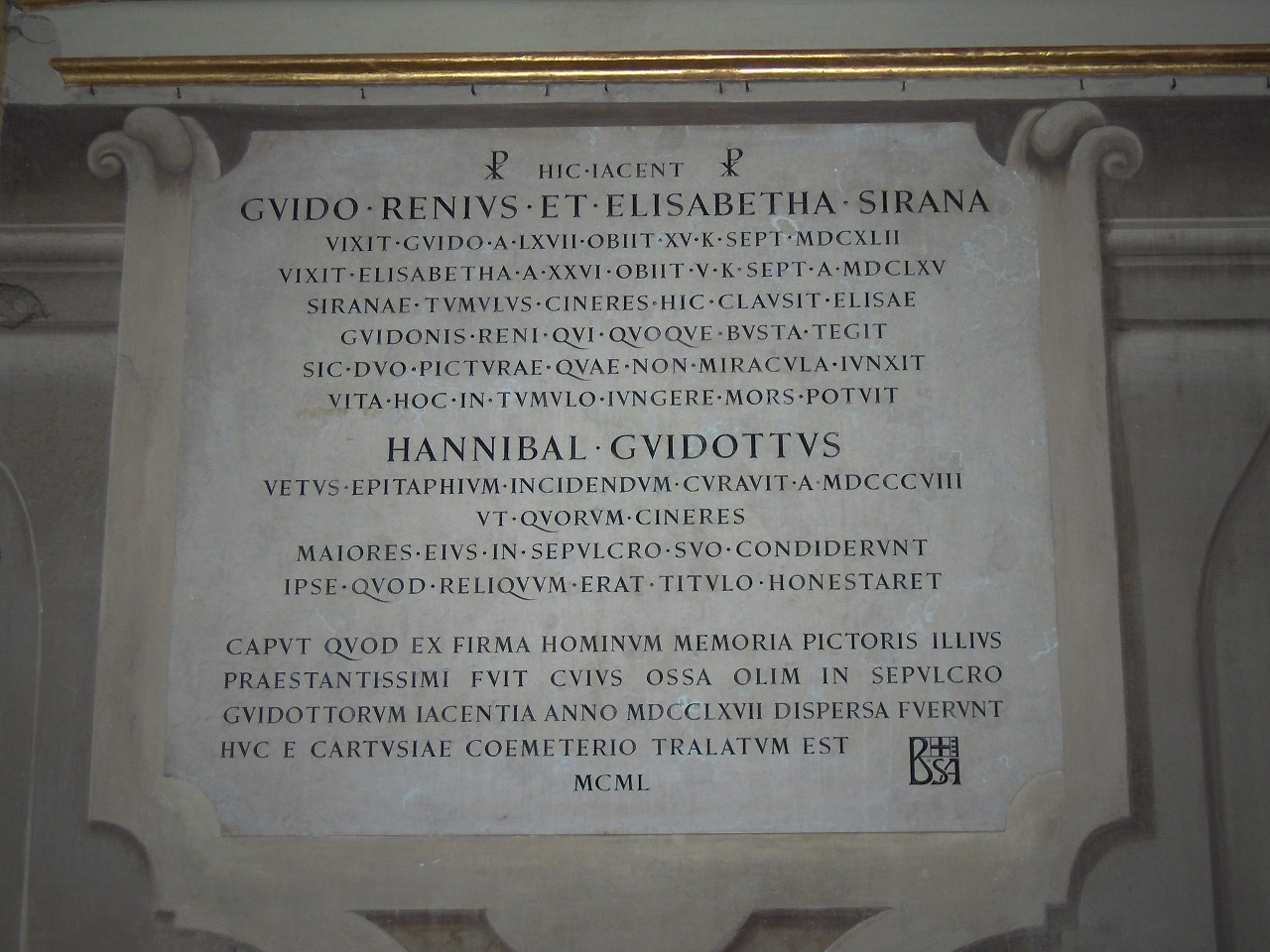
Tombe de Guido Reni
et d´Elisabetta Sirani.

Elisabetta Sirani s'éteint brusquement en 1665, à l'âge de 27 ans, à la suite d'un ulcère gastrique.
Elle est enterrée dans la chapelle Guidotti de la Basilique San Domenico de Bologne.

## Controverses sur sa mort
Prise de douleurs le soir de sa mort, les médecins lui prescrivent des onguents, mais ne réussissent pas à la sauver. Elle reçoit les plus grands honneurs lors de ses funérailles le 14 novembre 1665, trois mois après sa mort à la suite d'une autopsie et d'un procès contre sa servante accusée d’empoisonnement. En effet, à la suite de l’autopsie, les médecins ont constaté des trous dans son estomac et émettent l’hypothèse d’un empoisonnement,. Les soupçons s’orientent immédiatement sur une servante d’Elisabetta Sirani, qui avait donné sa démission quelques jours avant la mort de l’artiste, démission refusée par les parents d’Elisabetta. Sa servante est emprisonnée, puis exilée avant de revenir à Bologne à la demande de Giovanni Andrea Sirani qui lui pardonne.
Au XIXe siècle, l’histoire d’Elisabetta Sirani inspire les esprits romantiques qui lui consacrent plusieurs écrits dont une tragédie, insinuant que l’artiste se serait suicidée par amour. Une autre autopsie est pratiquée par les médecins de l'époque qui arrivent à la conclusion d’une mort due à un ulcère à l’estomac, probablement à la suite d'un surmenage et de l’utilisation des pigments verts qui contiennent de l’arsenic au XVIIe siècle.

Elisabetta Sirani
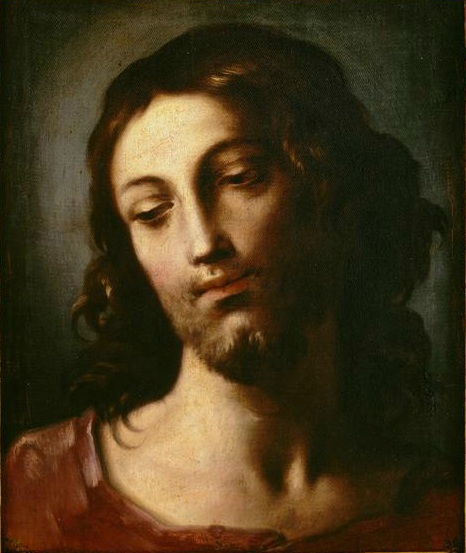
Jesus, portrait, Museo de Arte de Ponce
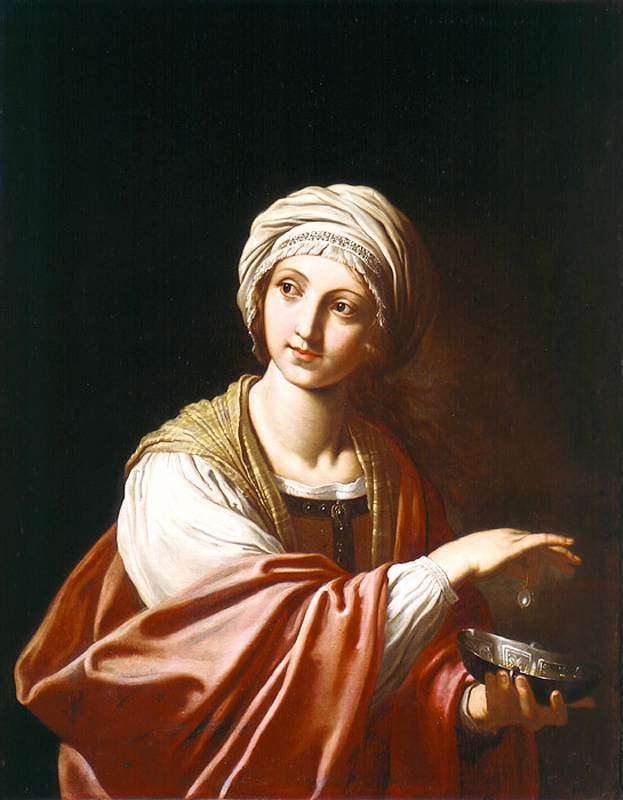
Cleopatra
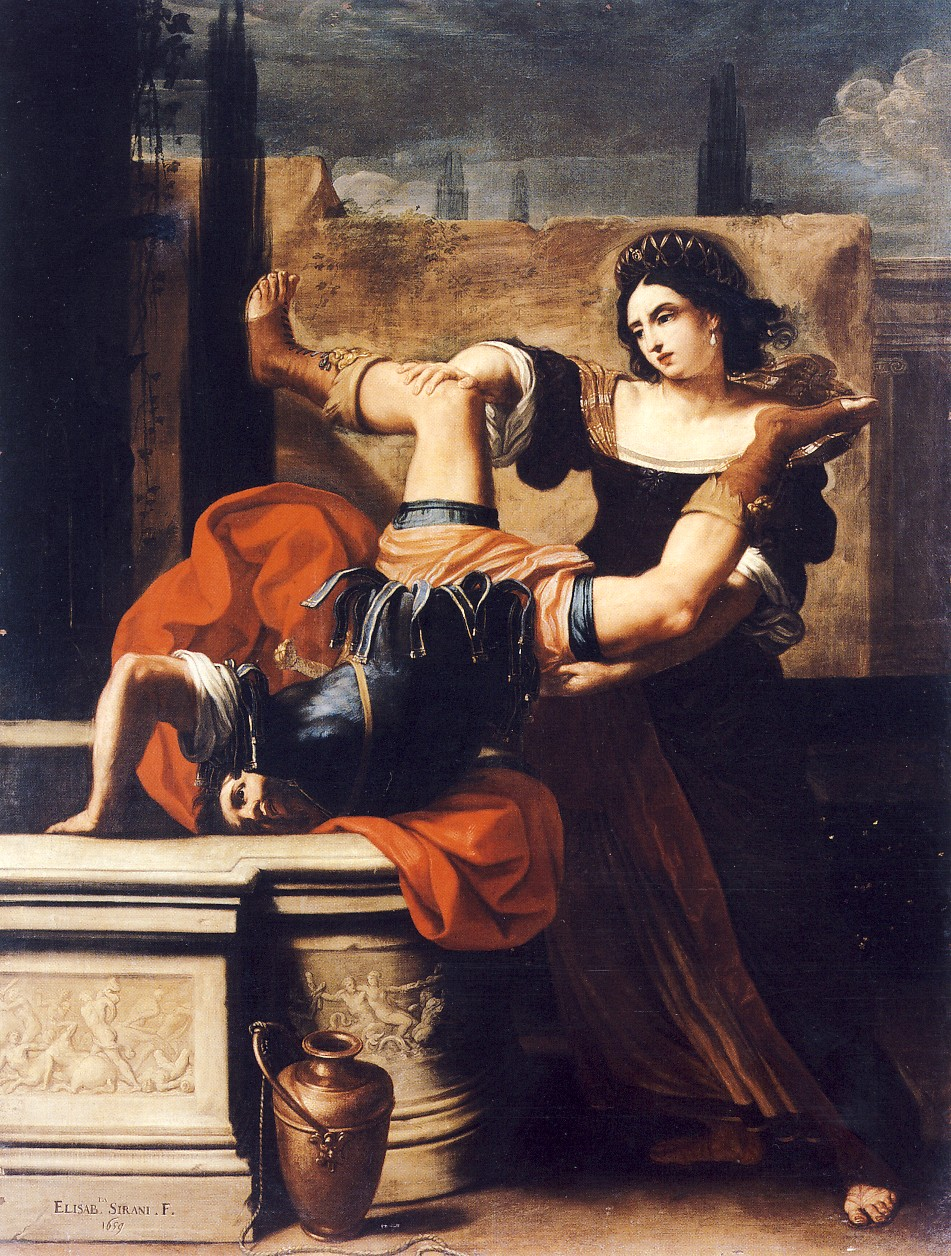
Timoclée précipite le capitaine d'Alexandre le Grand dans un puits
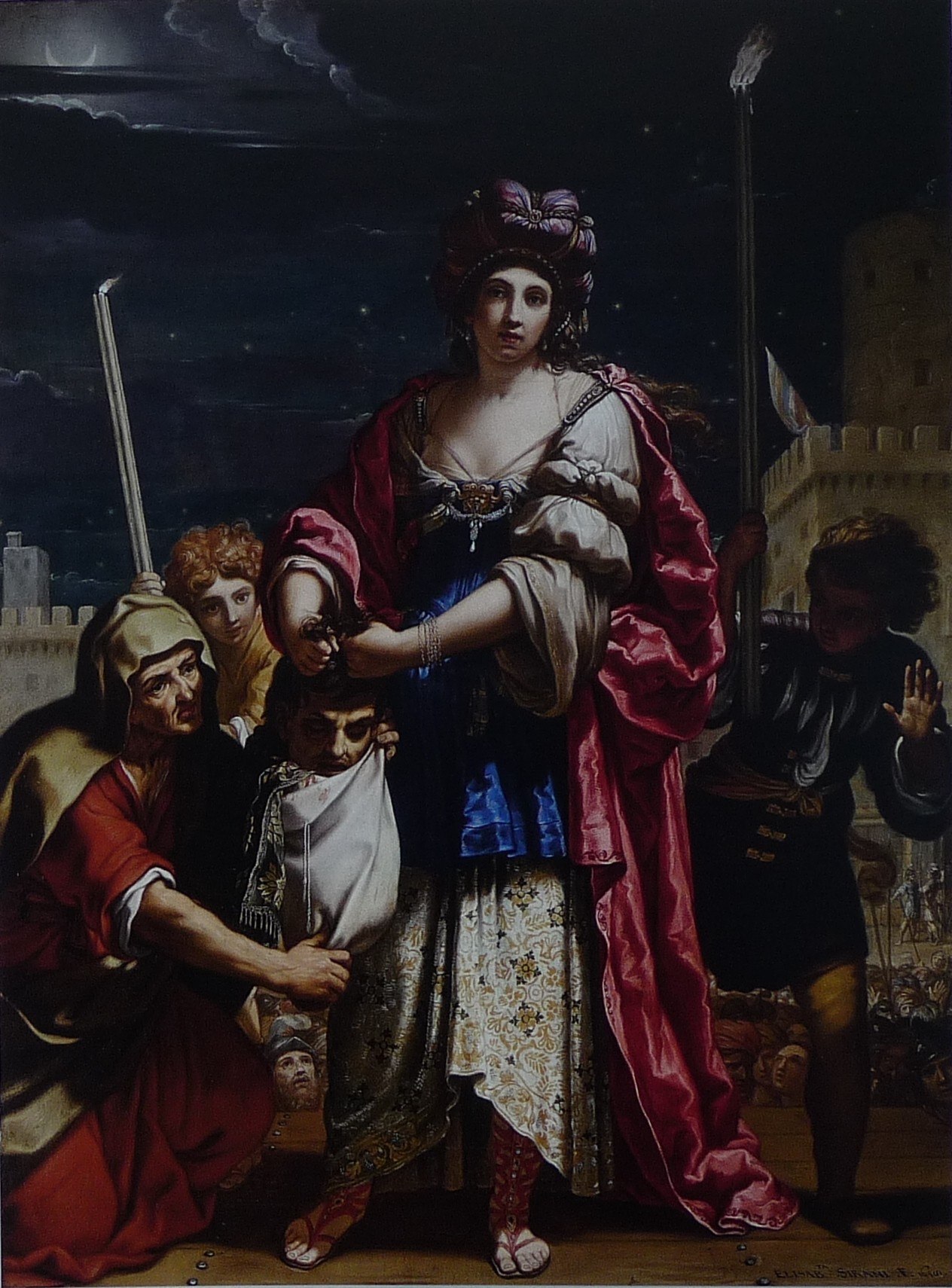
Judith décapitant Holopherne
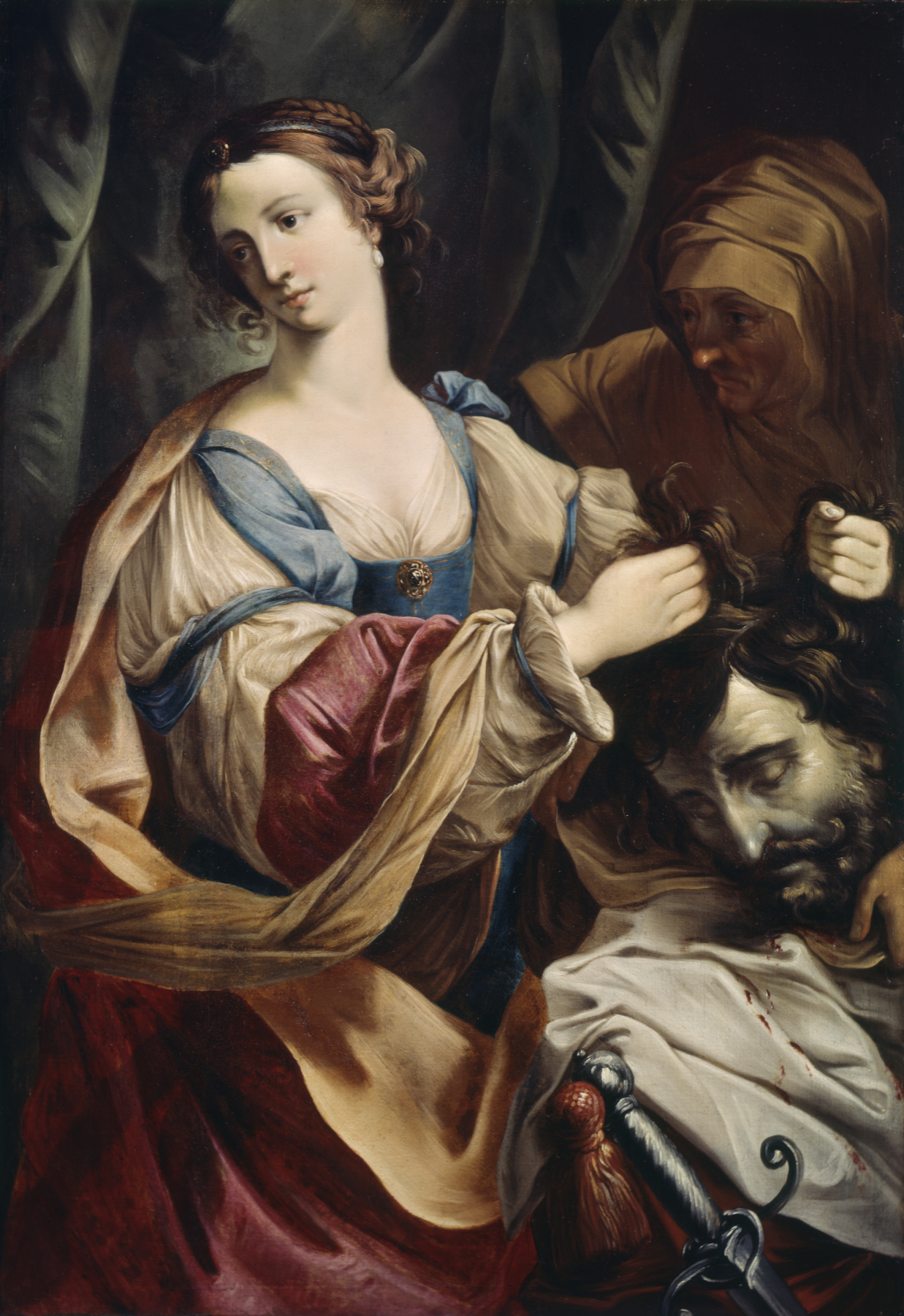
Judith décapitant Holopherne
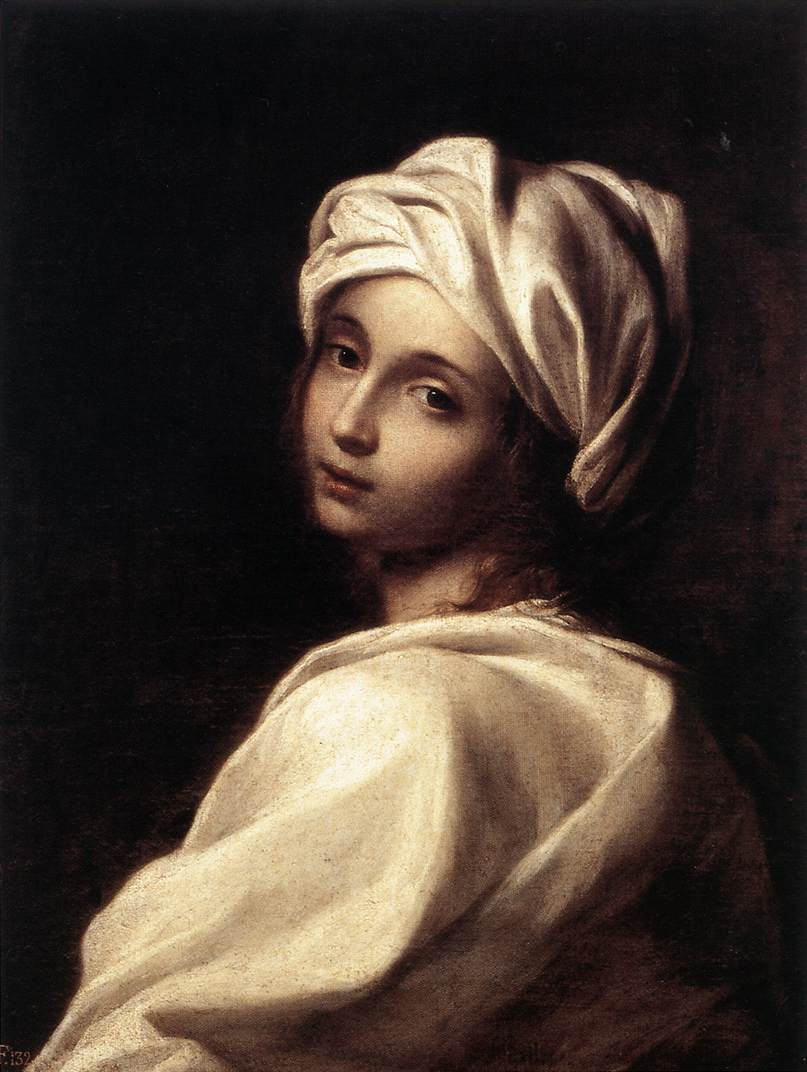
Beatrice Cenci
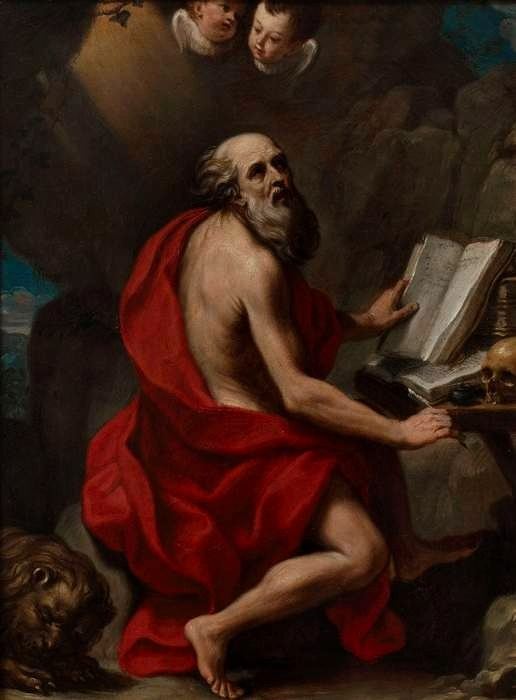
Saint Jérôme
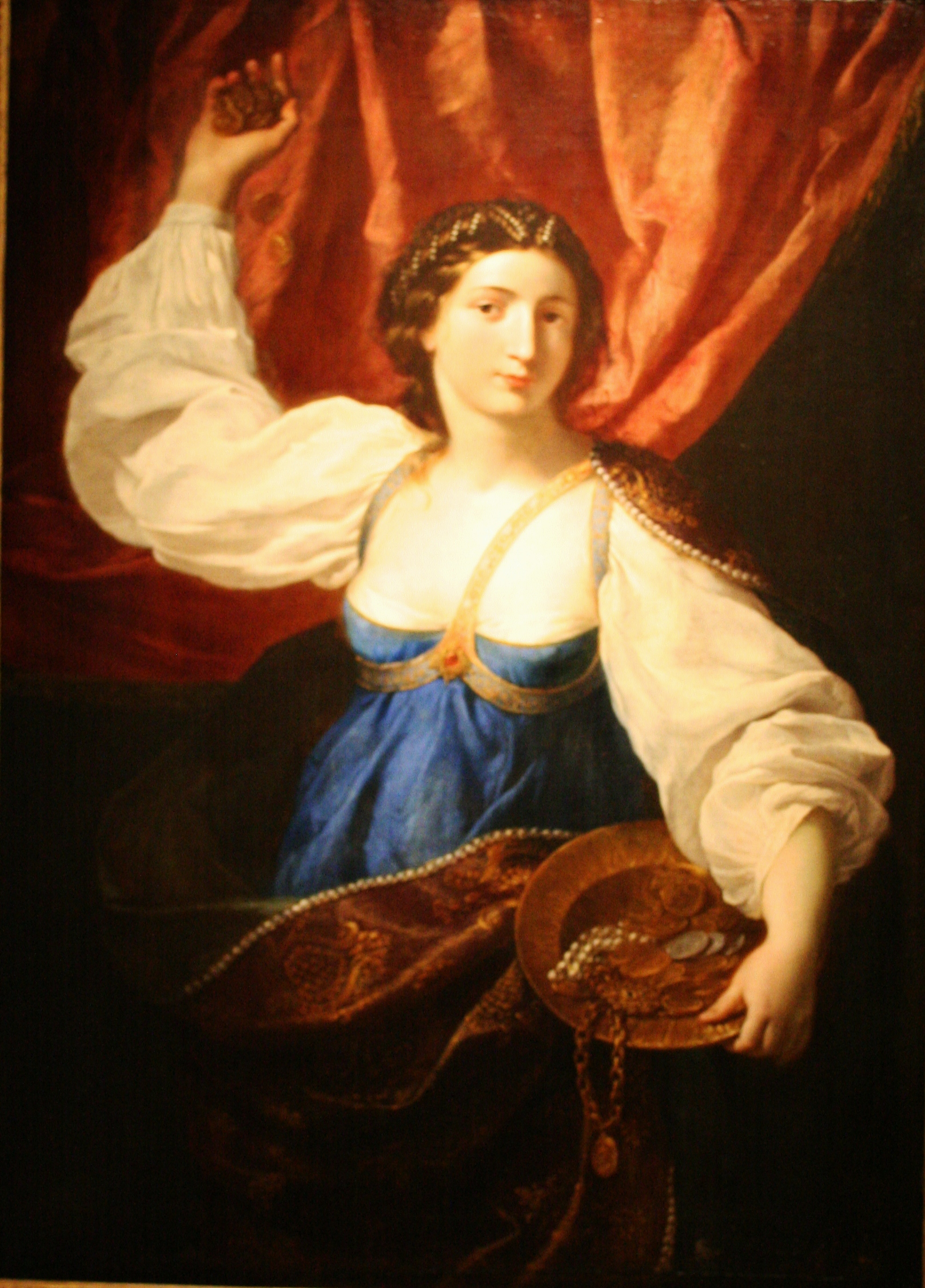
La Libéralité
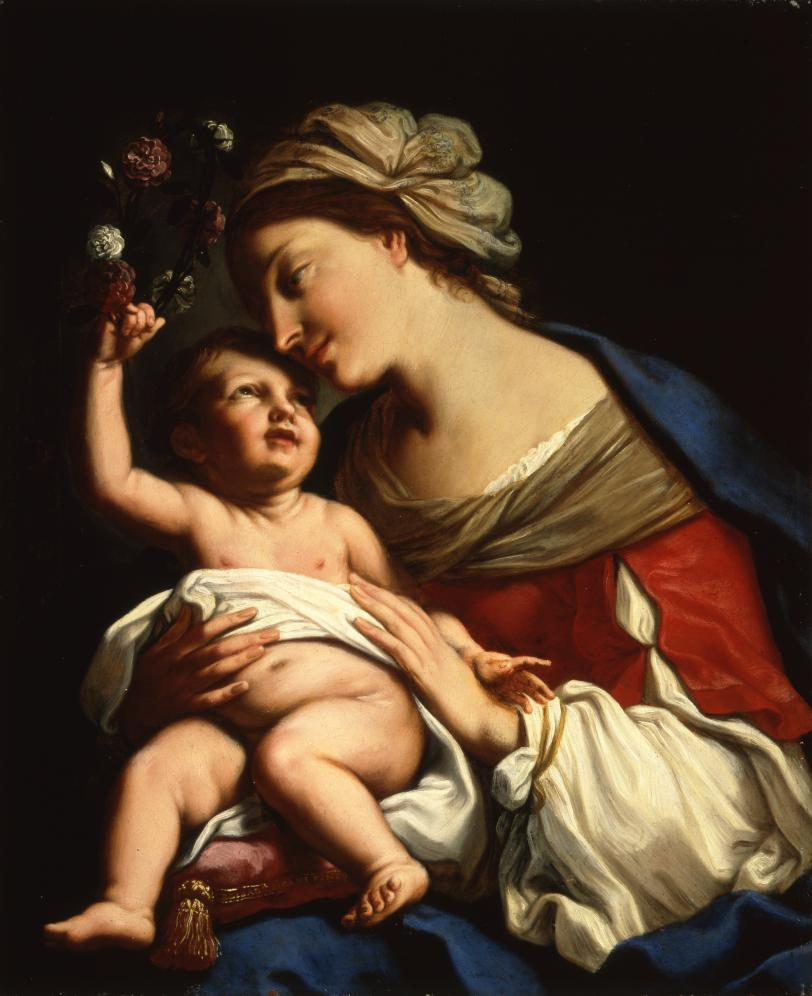
Vierge à l'Enfant

## Œuvres

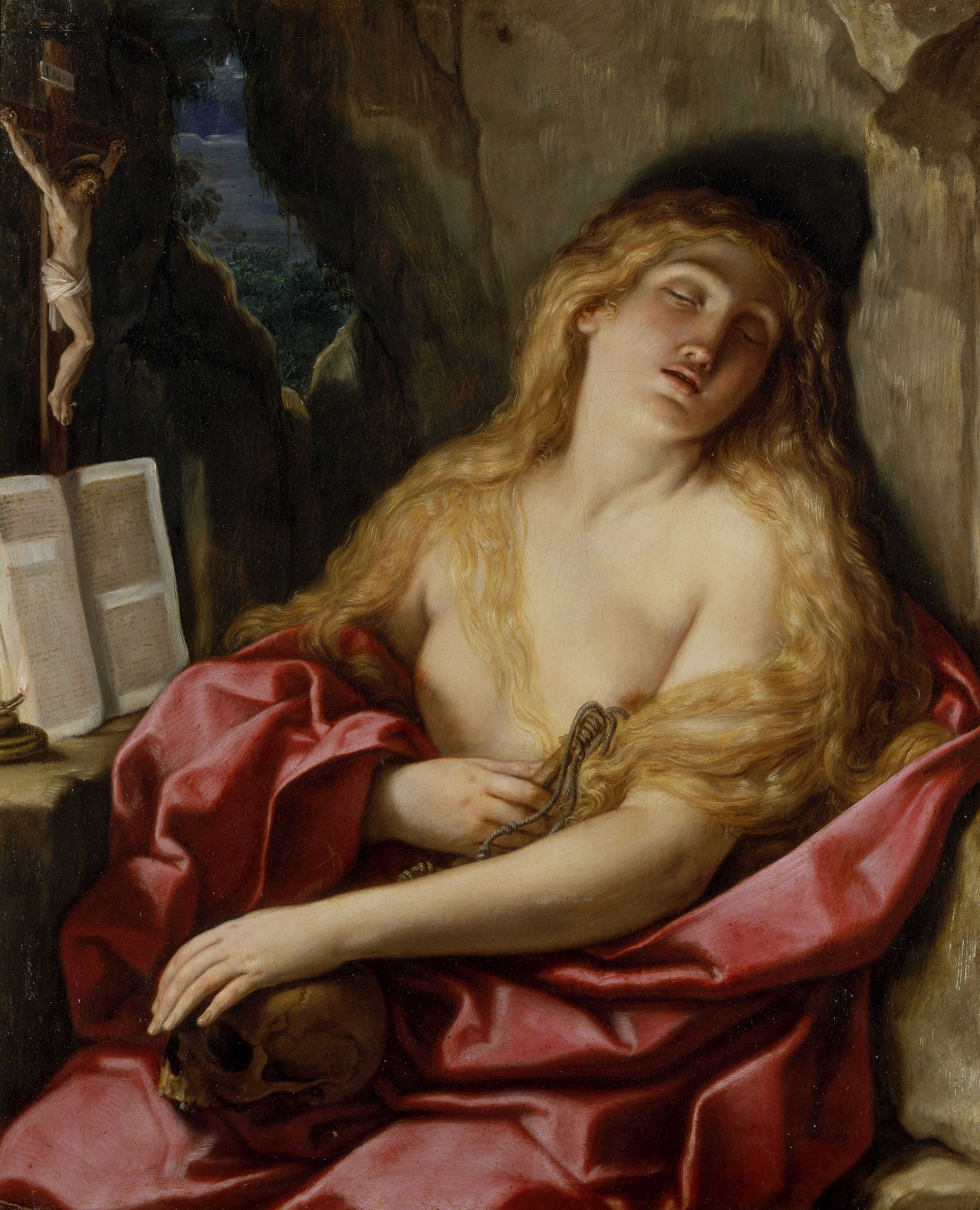
Sainte Madeleine pénitente, 1663.

- 1657 : Allégorie de la Fortune, pinceau, lavis de bistre clair et pierre noire. H. 0,337 ; L. 0,218 m[6]. Beaux-Arts de Paris. Ce dessin de grandes dimensions représente une figure allégorique certainement préparatoire au tableau de la Renommée. Représentée en pied, cette allégorie est une jeune femme nue en équilibre sur une sphère qui tient une voile gonflée par le vent et une corne d'abondance serrée contre son flanc[7].|vignette|droite|', 1663.
- Vers 1657 : La Libéralité, Musée des Beaux-Arts de Nîmes, Nîmes.
- 1658 : Le Baptême du Christ, San Giacomo della Certosa, Bologne.
- 1658 : Allégorie de la peinture (autoportrait), Musée Pushkin, Moscou.
- 1658 : Judith avec la tête d’Holopherne, Burghley House, Stamford.
- 1659 : Timoclée précipite le capitaine d’Alexandre Magne dans un puits, Musée de Capodimonte, Naples.
- 1659 : Libération du possédé de Constantinople, plume et encre brune, lavis brun. H. 0,200 ; L. 0,287 m[8]. Beaux-Arts de Paris. Cette feuille fait état d'une iconographie rare dont la source est le récit d'Agostino Calcagnino de 1639  (Dell'imagine edessena, Gênes) racontant l'histoire d'un possédé délivré à la vue de la Sainte Face portée en procession[9].
- 1661 : Petit Amour Medicis, Collection privée.
- 1662 : Saint Antoine de Padoue en adoration devant l’Enfant Jésus, Pinacothèque nationale, Bologne.
- 1662 : Portrait de Beatrice Cenci, Galleria Nazionale d'Arte Antica, Rome (souvent aussi attribué à Guido Reni).
- 1663 : Sainte Madeleine pénitente, Musée des Beaux-Arts et d'Archéologie, Besançon.
- 1663 : Vierge à l'Enfant, National Museum of Women in the Arts, Washington.
- 1664 : Porcia se blessant à la cuisse, Ross Miles Foundation, Houston.
- 1665 : Portrait d’Anna Maria Ranuzzi Marsigli en Charité, Collections d’art et d’histoire de la Caisse d'épargne, Bologne.
- Autoportrait avec un page, plume et encre brune, lavis brun sur tracé à la sanguine. H. 0,286 ; L. 0,210 m[10]. Beaux-Arts de Paris. Au lieu de se présenter comme une peintre en train de pratiquer son art, Elisabetta Sirani choisit de s'afficher comme une dame de qualité suivant l'image de la femme éduquée et cultivée. Elle opte pour une figure en pied où sont mis en valeur sa silhouette et son maintien altier. Cette composition rappelle les portraits de Van Dyck peints à Gênes à la même époque[11],[12].